# Nuntă în codru
Nuntă în codru este o poezie scrisă de George Coșbuc. A fost publicată inițial în nr. 53 din Tribuna Poporului, Arad, 31 martie 1900.